# 佐々木一樹 (ヴァイオリニスト)
佐々木 一樹（ささき かずき、1944年 - ）は、日本のヴァイオリニスト。

## 来歴
札幌北高校出身、札幌音楽院で荒谷正雄に師事。1966年から札幌交響楽団コンサートマスター、1977年から東京交響楽団コンサートマスターを務めた。1980年、ヴェネツィア合奏団 （I SOLISTI VENETI）に招かれ、首席奏者及びソリストに就任。ソロ及び「クヮルテット・ロッシーニ」等の室内楽でも活躍。
長女はピアニストのウララ・ササキ、次女はチェロ奏者のマルモ・ササキで、父娘で「パドヴァ･トリオ」としても活動している。